# Tigerklapperschlange
Die Tigerklapperschlange (Crotalus tigris) ist eine Art der Klapperschlangen (Crotalus), deren Verbreitungsgebiet sich auf die Sonora-Wüste im südlichen Arizona und dem mexikanischen Bundesstaat Sonora sowie die Insel Tiburón im Golf von Kalifornien beschränkt.

## Merkmale
Die Tigerklapperschlange ist eine mittelgroße Klapperschlange mit einer durchschnittlichen Körperlänge von etwa 80 Zentimetern. Sie hat einen vergleichsweise kleinen Kopf und eine sehr große Schwanzrassel.
Die typische Grundfärbung ist hellgrau, grau, blaugrau oder rosa, wobei sie an den Flanken zunehmend orange oder rosa wird. Die Rückenzeichnung besteht aus einer Reihe dunkelgrauer oder blaugrauer Querbalken. Der Kopf ist ungezeichnet.

## Verbreitung und Lebensraum

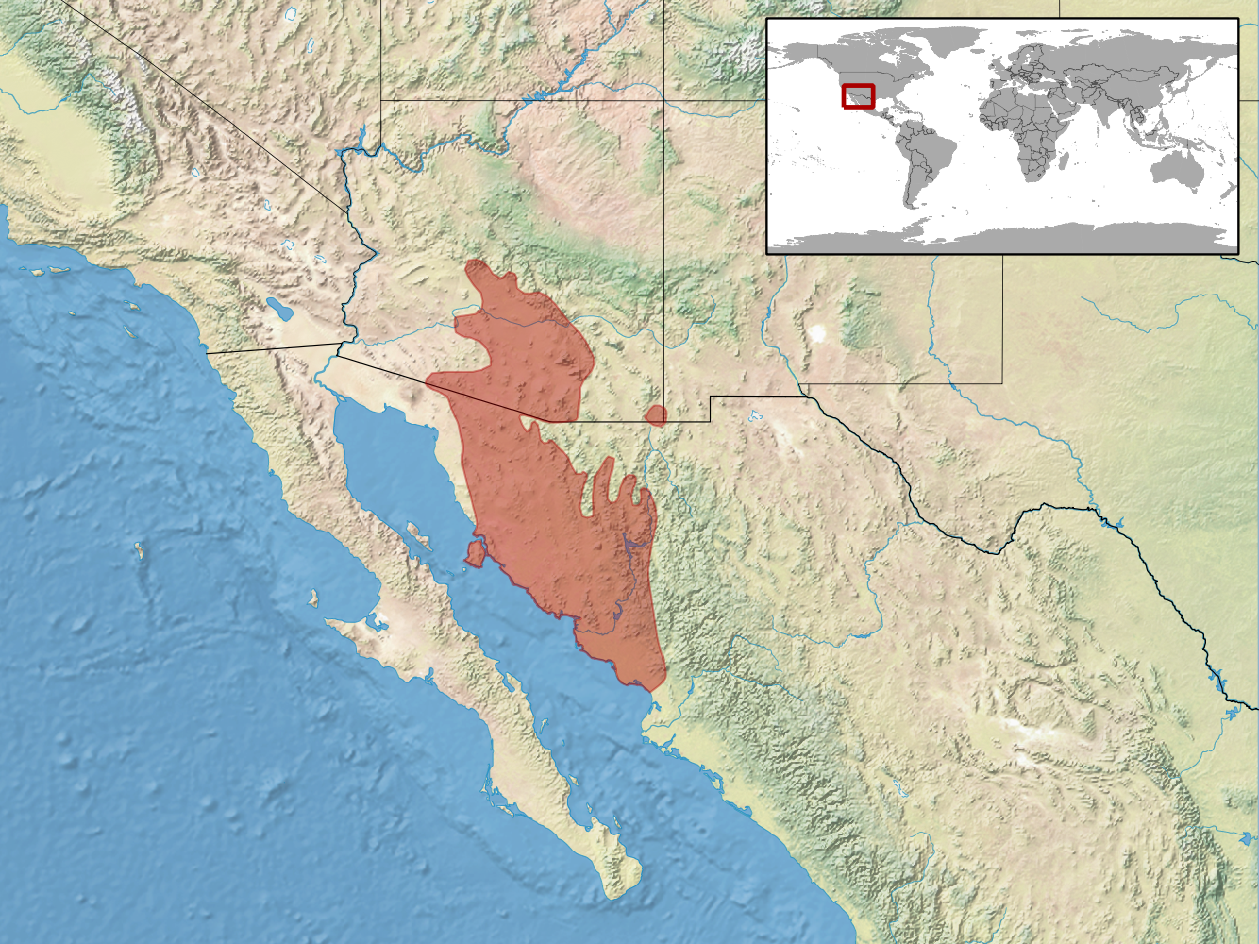
Verbreitungsgebiet

Das Verbreitungsgebiet der Schlange beschränkt sich auf die Sonora-Wüste im südlichen Arizona und dem mexikanischen Bundesstaat Sonora sowie die Insel Tiburón im Golf von Kalifornien.
Der Lebensraum der Schlange sind trockene und steinige Gebiete innerhalb der Wüstenregion, in der vor allem Kakteen und andere Sukkulenten die Vegetation darstellen.

## Schlangengift
Die Tigerklapperschlange produziert nur relativ kleine Mengen eines durch neurotoxische Bestandteile sehr potenten Giftes, welches dem der Mojave-Klapperschlange (C. scutulatus) gleicht.